# Religie

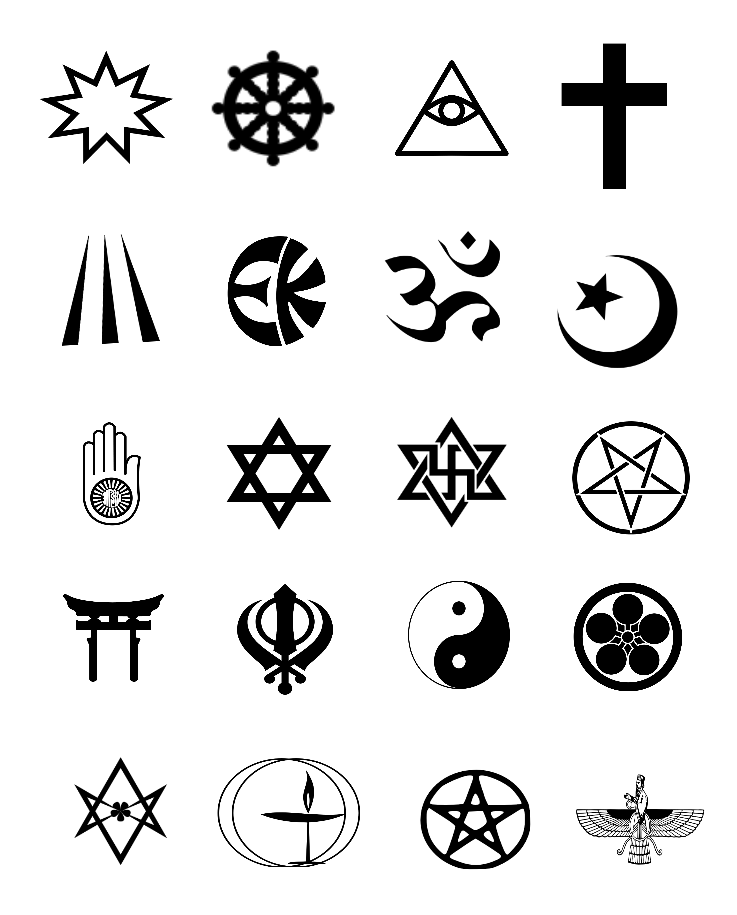
Religieuze symbolen, van links naar rechts:
1e rij: baha'i, boeddhisme, Cao Dai, christendom
2e rij: druïdisme, Eckankar, hindoeïsme, islam
3e rij: jaïnisme, jodendom, raëlisme, satanisme
4e rij: shinto, sikhisme, taoïsme, Tenrikyō
5e rij: Thelema, Unitaristisch Universalisme, wicca, zoroastrisme

Onder religie (van het Latijnse religio) wordt gewoonlijk een van de vele vormen van zingeving, of het zoeken naar betekenisvolle verbindingen verstaan, waarbij meestal een hogere macht, opperwezen of god centraal staat, gebaseerd op geloven in de leer van de religie.
In bredere zin duidt het woord 'religie' op een algemenere vorm van spiritualiteit, gevoelens, gedachten met betrekking tot de zin van het leven. Deze religiositeit kan al dan niet beschouwd worden in relatie tot een macht, of manifestaties van een macht, of een (bewust) niet nader gedefinieerd beginsel, essentie of entiteit. Het gaat daarom dus niet per se om een identiteit, een persoon.
Vaak wordt de term 'geloof' gebruikt. In monotheïstische religies wordt ook het specifiekere begrip 'godsdienst' gebruikt; men gelooft niet alleen in de godheid maar dient hem/haar ook. Bij polytheïstische religies spreekt men over een 'godendom'. Dat wordt ook vaak gediend, bijvoorbeeld door het brengen van offers. 
Het brede spectrum van theïsme omvat deïsme, polytheïsme, pantheïsme of pandeïsme en panentheïsme of panendeïsme, terwijl tegelijkertijd overlappingen en verschillen met agnosticisme en atheïsme worden beschreven.

## Etymologie
Bij Romeinse auteurs treft men de volgende etymologieën van het woord religio aan.
Cicero leidt het woord af van relegere (herlezen, overdoen, nauwgezet in acht nemen) en typeert daarmee het begrip religie als het voortdurend en ijverig in acht nemen van alles wat op de verering van de goden betrekking heeft (vergelijk De natura deorum II, 28 en De inventione II, 22 en 53).
Lactantius verklaart religie uit religare (opnieuw binden, goed binden) en verstaat onder religie de band (liga) tussen God en de mens (Divinae Institutiones IV, 28).
Aulus Gellius leidt het begrip af van relinquere (achterlaten) en geeft daarmee aan dat alles wat tot de religie behoort van het profane is afgezonderd (Noctes Atticae IV, 9).
Augustinus brengt het woord in verband met re-eligere (opnieuw verkiezen): in de religie kiest de mens God, die hij door de zonde had verloren, weer als bron van zijn zaligheid (De civitate Dei X, 4).
Antieke theorieën over woordafleiding (etymologie) zijn echter zelden betrouwbaar. De moderne taalwetenschap leidt 'religio' af van een (niet overgeleverd) werkwoord 'religere', dat zoiets als 'verplichten' moet hebben betekend. Dat is ook in overeenstemming met de oudst vastgestelde betekenis van 'religio': (het naleven van een) religieuze plicht. De foutieve etymologie van Lactantius als zou 'religie' eigenlijk verwijzen naar een 'verbinding' tussen god(en) en mensen geniet in sommige religieuze kringen nog steeds een - begrijpelijke - populariteit. Voor een dergelijk type verbinding reserveert het Latijn echter het woord coniunctio.

## Algemeen
Religie kan enerzijds worden gezien als een poging van de mens het universum en zijn bestaan daarin te verklaren en anderzijds als een reactie van de mens op wat hij interpreteert als openbaringen van een hogere macht, mystieke ervaringen of inzichten. In de meeste religies wordt die hogere macht beschouwd als schepper van het universum en in sommige religies als een lagere godheid, de zogeheten Demiurg. Bij het ontbreken van een god of schepper in een religie kent men vaak een onpersoonlijk, onnoembaar beginsel, bijvoorbeeld bij het emanationisme.
Sommige onderzoekers, waaronder Karen Armstrong, zien de mens principieel als een religieus wezen. In de religie zoekt de mens antwoord op vragen rond bestemming, dood, leven, zin van het lijden, doel van de geschiedenis, etc. De religie biedt in deze optiek houvast en troost in een chaotische wereld. Het geeft ook antwoorden, hoewel geen sluitende, op de waaroms van het leven. Anderen, met name Karl Marx, Friedrich Nietzsche en Sigmund Freud als meesters van het wantrouwen,verwerpen met kracht de gedachte dat de mens een religieus wezen is. Dit verschil in mening kan gemakkelijk verklaard worden door de mens te zien als een wezen dat naar zekerheid streeft, zo is religie één manier die tracht deze zekerheid te bekomen. Zie ook horror vacui.

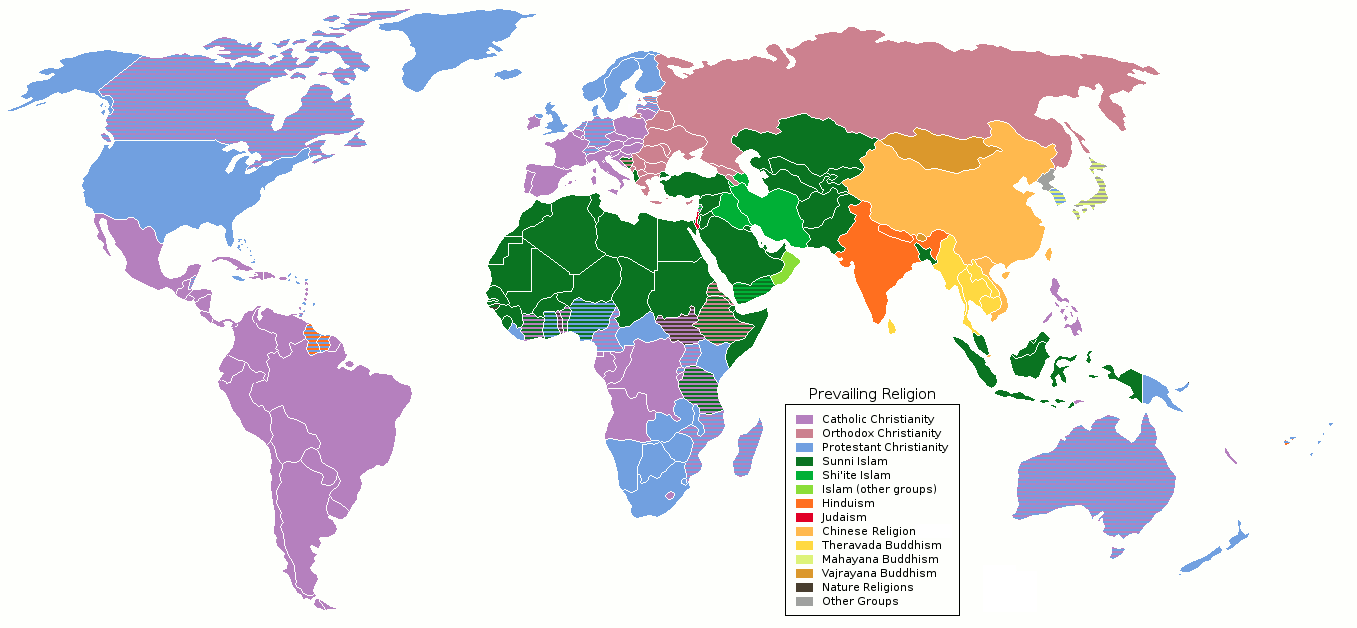
Geografische verspreiding van de wereldreligies

Het overgrote deel van de mensheid is religieus, al dan niet belijdend. Het aantal aanhangers van de diverse wereldreligies verschilt sterk. Globaal gelden ongeveer de volgende cijfers:

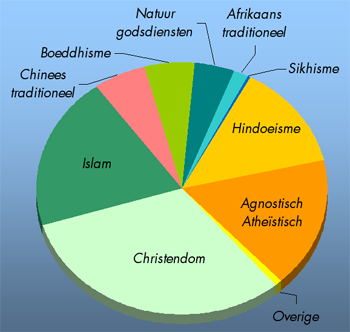
Aandeel religies en levensovertuigingen naar aantallen aanhangers (2005)

| Religie           | Aanhangers (2005) |
| ----------------- | ----------------- |
| Christendom       | 2,1 miljard       |
| Islam             | 1,3 miljard       |
| Niet-religieus    | 1,1 miljard       |
| Hindoeïsme        | 900 miljoen       |
| Boeddhisme        | 415 miljoen       |
| Taoïsme           | 225 miljoen       |
| Sikhisme          | 23 miljoen        |
| Jodendom          | 14 miljoen        |
| Jehova's getuigen | 7 miljoen         |
| Bahá'í            | 6 miljoen         |
| Jaïnisme          | 5 miljoen         |
| Shintoïsme        | 4 miljoen         |

## Definities van religie
Iedere definitie van religie is waarschijnlijk alleen bevredigend voor de auteur ervan.— John Milton Yinger, 1967
Het begrip religie is moeilijk, zo niet onmogelijk te definiëren. Vele tientallen definities zijn geopperd, maar geen enkele definitie wordt universeel geaccepteerd. Iedereen heeft echter een idee van wat met religie bedoeld wordt. Wanneer men willekeurige mensen vraagt om een definitie van religie te geven dan krijgt men bijvoorbeeld de volgende antwoorden:
- Het geloof in spirituele wezens en de behoefte van mensen om met hen in contact te treden (Edward Burnett Tylor, 1871)
- Het geloven in (een) god(en) (theïsme)
- Naar de kerk gaan en bidden (kerkgang)
- Een manier om met de onzekerheid van het bestaan om te gaan
- Geestelijken, heilige boeken, gebedshuizen et cetera
- Goed zijn voor anderen
- Een manier van leven
- Religie als cultuursysteem (Edward Evan Evans-Pritchard)
- Een illusie, een vorm van neurose (Sigmund Freud)
- Het is iets zoals christendom, islam enzovoorts
- Het is een vorm van aanbidding
- Een verlangen om terug te keren naar God (of: De Schepper); een verlangen om niet langer afgescheiden te zijn van het geheel
- Een serie antwoorden op (de) grote vragen (zoals: Waarom zijn we hier? Wat is goed/kwaad en wie bepaalt dat? etc.)

In de theologie, sociologie, filosofie en psychologie zijn vele definities bedacht. Deze definities en beschrijvingen kunnen worden onderverdeeld in verschillende groepen.

### Essentialistische of substantiële definities
Een essentialistische definitie probeert religie te beschrijven vanuit haar essentie. Men probeert de essentiële inhoud, de substantie van religieuze voorstellingen en religieus gedrag te omschrijven.
Men probeert aldus religie te onderscheiden van andere menselijke fenomenen zoals filosofie, wetenschap en politiek. Een bekende vorm van deze definitie is het idee dat religie te maken heeft met een geloof in spirituele wezens. Dit soort definities zijn echter problematisch omdat in sommige religies, zoals Theravada, taoïsme en confucianisme, spirituele wezens niet centraal staan of zelfs niet voorkomen.
Een bekende essentialistische definitie stamt van Friedrich Schleiermacher: "Religie is de honger van de ziel naar het onmogelijke, het onbereikbare, het onvoorstelbare...". Rudolf Otto beschreef religie als het 'numineuze', het geheel andere en transcendente. Paul Tillich definieerde religie als een systeem van geloof en praktijken gericht op het 'ultieme'.
Essentialistische definities zijn aantrekkelijk omdat ze in een kernachtige, en vaak poëtische, beschrijving pogen aan te geven wat religie is. Het is echter niet mogelijk gebleken om een essentialistische definitie te vinden die alle geaccepteerde vormen van religie beschrijft. Een essentialistische definitie verplaatst het probleem door het woord religie te vervangen met een filosofische abstractie zoals het ultieme.

### Functionele definities
In de functionele definitie wordt religie omschreven met betrekking tot hoe het functioneert in de samenleving. Dit soort definities zijn geopperd om het probleem met essentiële definities te omzeilen. Sigmund Freud dacht dat religie een manier is om de werkelijkheid te beheersen door middel van het uitvinden van een perfecte wereld. In zijn visie is het idee 'God' een versie van het vaderbeeld en is religie in wezen infantiel en neurotisch. Hij ziet religie als een biologische en psychologische noodzakelijkheid om de contingentie van het bestaan aan te kunnen.
Freuds volgeling C.G. Jung had een veel meer sympathiserende opstelling tegenover religie. Als agnosticus wees hij religieuze symboliek toch een belangrijke functie toe in de psychologie van een individu. Aan het freudiaanse onderbewuste voegde hij een collectief onbewuste toe, een soort opslagplaats van door alle culturen gedeelde universele beelden (archetypen) die ook aan de basis lag van het bestaan van religie.
Een andere psychoanalyticus die zich boog over de functie van religie, is de Amerikaan Erich Fromm (1900–80), die de freudiaanse theorie modificeerde door het oedipuscomplex niet zozeer seksueel te interpreteren, maar eerder als gebaseerd op een 'veel diepere begeerte', namelijk de kinderlijke wens om zich blijvend te hechten aan beschermende figuren.
Alhoewel dit soort definities een betere beschrijving kunnen geven van wat religie is, zijn functionele definities problematisch omdat ze vanuit een extern perspectief zijn geschreven. De religieuze mens herkent zichzelf vaak niet in dit soort definities. Functionele definities geven vaak een simplistisch beeld van de rol die religie speelt in het leven van de religieuze mens, net zoals essentialistische definities het begrip religie op zich proberen te vereenvoudigen.

### Fenomenologische definities
De fenomenologie van de religie probeert het hele definitieprobleem te omzeilen door een opsomming van de fenomenen die alle religies gemeenschappelijk hebben. Ninian Smart definieert religie als een verzameling van geïnstitutionaliseerde rituelen van een groep mensen die verbonden zijn met een traditie en die spirituele sentimenten met een buiten-menselijke focus uitbeelden of oproepen en ten minste ten dele gebaseerd op mythologie en/of doctrines.
Ten eerste laat Smart zien dat religie geen opzichzelfstaand fenomeen is, maar iets van een groep mensen. Religies ontstaan echter niet uit het niets en Smarts definitie benadrukt dan ook de rol van de traditie. Smarts definitie laat tevens een intern perspectief toe door middel van het uitbeelden van spirituele sentimenten. Dit is echter tevens een zwakte van deze definitie omdat het begrip spiritueel net zo moeilijk te bevatten is als religie. De toevoeging dat het om iets buiten-menselijks gaat verduidelijkt dit echter. Het laatste aspect van de definitie stelt dat religies worden verwoord door mythologie en doctrines, al dan niet schriftelijk vastgelegd.
Deze definitie laat de complexiteit van religie tot zijn recht komen, het nadeel is echter dat de definitie erg uitgebreid is. De fenomenologische definitie heeft als groot voordeel dat hierdoor religie in al haar aspecten kan worden ontleed en bestudeerd. Het is dan ook een definitie die vooral door sociologen wordt gehanteerd.

### Wat is religie?
Bovenstaand overzicht geeft aan dat een perfecte definitie van religie niet mogelijk is. Religie zal voor iedereen wat anders betekenen. De fenomenologische definitie wordt tegenwoordig door de meeste godsdienstwetenschappers als de bruikbaarste ervaren. Deze benadering heeft als minpunt dat het de fundamentele zijnsvragen ontwijkt of ontologie vervangt door fenomenologie.

## Onderverdeling van religies
Religies kunnen op grond van verschillende criteria worden onderverdeeld. Een gangbare methode is een indeling aan de hand van de verhouding van een bepaalde religie tot de godheid. Voor een uitgebreid overzicht van religieuze stromingen, zie het religie portaal en lijst van religies

### Universeel of etnisch
Een religie kan zich richten tot heel de mensheid (jaïnisme, boeddhisme, christendom of islam) en is daarmee "missionair", of tot één volk (onder andere het hindoeïsme en het jodendom) en is dan "niet-missionair". Hindoe wordt men door geboorte. Een buitenstaander die zich aansluit bij een hindoe-sekte wordt door andere hindoes vaak niet in Indiase hindoetempels toegelaten. Volgens gangbare opvattingen is men Joods als zijn moeder ook Joods was, al kan men volgens liberalere opvattingen zich ook tot het jodendom bekeren of zich ervan afkeren.

### Non-theïsme
Non-theïstische levensbeschouwingen stellen het bestaan van een god of goden niet centraal in hun levensbeschouwing.
Het taoïsme is een voorbeeld van een non-theïstische levensbeschouwing met filosofische en religieuze opvattingen en principes. In de Tao Te Ching, vers 1 staat: Het Tao dat gezegd/begaan/gedefinieerd kan worden is niet het eeuwige/het als bestendig bedoelde Tao. Dit vers geeft aan dat hetgeen geverbaliseerd en in een theoretisch kader geplaatst wordt, niet de eeuwige Tao is. De Tao zit dus niet in een theorie, maar is ook geen goddelijk wezen; het is een natuurlijk principe dat in het dagelijks leven waarneembaar is.
Ook bepaalde stromingen in het hindoeïsme zoals de Advaita Vedānta (zuiver non-dualisme) zijn non-theïstisch en nemen een ongedefinieerd beginsel aan waar verder niets over valt te zeggen dan in onbegrijpelijke paradoxen. Zoals: "het is alles en leegte". Het is in alles en staat er niet mee in betrekking. Of: "Dat", "Dat ben jij." Deze Advaeta is verwant aan de Shunyavada filosofie ("alles is leegte") uit het boeddhisme.
Boeddhistische religies zijn non-theïstische religies waarin het individu zijn toevlucht zoekt in de Boeddha, de Dhamma (de leer van de Boeddha) en de Sangha (de gemeenschap van heilige monniken en leken).
Voorbeelden zijn Theravada en Mahayana. Boeddhistische religies zijn weliswaar non-theïstisch, maar verkondigen het bestaan van een transcendente (spirituele) werkelijkheid en propageren een geloof in karma, reïncarnatie, goden, geesten, hemel en hel. Het boeddhisme valt niet onder monotheïsme en polytheïsme omdat volgens de leer van de Boeddha ware verlossing slechts gevonden kan worden in een principe dat beschouwd wordt als hoger dan welke god dan ook.
Humanistische religiositeit is in het algemeen ook non-theïstisch. Religieus-humanisten gaan uit van een verbondenheid tussen alle verschijnselen op de wereld, zonder uit te gaan van een persoonlijke god.

### Klassiek monotheïstische religies
Klassiek monotheïstische religies zijn religies waarin nadrukkelijk maar één godheid (God) aanbeden wordt. Voorbeelden zijn het jodendom, het christendom en de islam.
Wel is in deze religies vaak sprake van een reeks geestelijke schepsels, de engelen. Ook kan er een zich van God afkerend schepsel, een gevallen engel, voorkomen die duivel of satan wordt genoemd en afkomstig is van de engelenschaar van God; deze heeft zijn eigen boosaardige engelen die demonen of boze geesten worden genoemd. Bij sommige religies wordt ook gesproken van dualistisch theïsme, bijvoorbeeld in het manicheïsme en het zoroastrisme. In deze religies wordt onderscheid gemaakt tussen een goede en een kwade god en worden ze diametraal tegenover elkaar gesteld.

### Panentheïstische, monolatristische en henotheïstische religies
Panentheïstische, monolatristische en henotheïstische religies zijn weliswaar monistisch-theïstisch oftewel monotheïstisch (er is maar één hoogste God of absolute werkelijkheid), maar ze gaan er niet automatisch van uit dat die ene God maar op een manier benaderd kan worden, hoewel de aanhangers dat meestal wel maar op een manier doen. Voorbeelden van dergelijke religies zijn het vaishnavisme (Vishnoe), het shaivisme en shaktisme (Shiva), het smartisme (God), de Vedanta en het sikhisme (God). Deze religies gaan er nooit van uit dat er maar een ware religie of weg tot God bestaat.

### Polytheïstische religies
Polytheïstische religies hebben meer dan één god zoals de diverse natuurgodsdiensten. Ook de verdwenen godsdiensten van de Romeinen, Grieken en Germanen vereerden vele verschillende goden. Niet alle hindoes in India zijn polytheïstisch. Bepaalde groepen hindoes vereren God in slechts één bepaalde vorm, net zoals de christenen en moslims dat doen. Het hindoeïsme bestaat uit vele zeer diverse stromingen of "religies". Hindoes denken niet in religies, maar in het universele concept Dharma dat niet per se gebonden is aan deze of gene religie of spirituele filosofie.

### Pantheïstische religies
In pantheïstische religies wordt god/het goddelijke geacht samen te vallen met de natuur. Dit kan een vorm van non-theïstische religiositeit zijn.

## Syncretisme in religie
Syncretisme is het naar elkaar toegroeien van religies als een poging om uiteenliggende of tegengestelde geloven en religies met elkaar te combineren. Een equivalent woord kan fusie of hybridisatie zijn. 

## Bestudering van religie
De westerse theologie houdt zich bezig met inhoudelijke beschrijvingen en discussies omtrent het godsbegrip, zichtbare en onzichtbare elementen met betrekking tot het geschapen universum en de verhouding van Schepper tot schepping en omgekeerd. De theologie neemt daarbij niet het standpunt in dat God bestaat, maar een agnostisch standpunt: de vraag naar het al dan niet bestaan van God komt niet aan de orde, omdat daar wetenschappelijk gezien geen antwoord op gegeven kan worden. Theologie houdt zich bezig met hoe religie functioneert of gefunctioneerd heeft. Daarbij beperkt ze zich hoofdzakelijk tot de westerse religies zoals het christendom en jodendom, een bredere kijk op deze zaken vindt men bij de godsdienstwetenschap. Opvallend is wel dat de meeste studenten in de theologie in God geloven dit in tegenstelling tot de studenten filosofie waarvan bij de meeste het omgekeerde het geval is. Vandaar het misverstand dat men bij theologie uitgaat van het bestaan van God. Waar de belangstelling voor theologische studies geleidelijk afneemt, neemt die voor godsdienstwetenschappen juist toe.
Een religie kan een geloofssysteem bevatten dat bestaat uit constitutionele regels en wetten. Eveneens is er dan sprake van cultische rituelen, feesten en heilige plaatsen van aanbidding en/of eredienst, en (vooral als het geopenbaarde religies betreft) een of meer heilige of gezaghebbende boeken. Iemand die deze regels, wetten en rituelen vrij nauwkeurig naleeft, noemt men praktiserend gelovig, praktiserend 'religieus'. Religieuze praktijken kunnen sterk door het gevoel worden bepaald. Toewijding aan de hogere macht noemt men devotie. Een heel devoot mens werd in een ouderwetse uitdrukking 'vroom' genoemd. In sommige religies, en met name het christendom, staat het geloof zeer centraal in het religieus-zijn ('religiositeit'). Hoewel dit vaak wel het geval is, hoeft religiositeit niet noodzakelijkerwijs gekoppeld te zijn aan regels die door een instituut onveranderlijk zijn vastgelegd. Rituelen en morele normen horen echter bij zingevingspatronen. Veel religieuze mensen geloven dat er een hogere macht of iets hogers is, zonder geïnstitutionaliseerde regels of dogma's.

### Theorieën
Religietheorieën kunnen onderscheiden worden in enerzijds substantieve theorieën (die de nadruk leggen op wat religie is) en anderzijds functionele theorieën en reductionistische theorieën (die de nadruk leggen op wat religie doet). Invloedrijke substantieve theorieën zijn voorgesteld door Edward Burnett Tylor en James George Frazer (die de nadruk legden op de verklaringskracht van religies voor de gelovigen), door Rudolf Otto (die de nadruk legde op religieuze ervaring, preciezer geformuleerd op ervaringen die zowel fascinerend als verbijsterend zijn), Mircea Eliade (die de nadruk legt op het hunkeren naar perfectie die niet van deze wereld is, de zoektocht naar zin en betekenis en het zoeken naar patronen in de mythologie van verschillende religies).
Invloedrijke functionele theorieën zijn ontwikkeld door Karl Marx (die de nadruk legde op de economische achtergrond), Sigmund Freud (die de nadruk legde op de psychologische oorsprong van godsdienstige overtuigingen) en Émile Durkheim (die de nadruk legde op de sociale functie van religies).
Max Weber heeft niet zozeer een algemene religietheorie voorgesteld, maar hij beschreef de interactie tussen de samenleving en religie. Hij introduceerde ook een aantal belangrijke begrippen in de godsdienstsociologie.
In tegenstelling tot eerdere theoretici maakten de antropologen Edward Evan Evans-Pritchard en Clifford Geertz gedetailleerde etnografische studies van “primitieve religies” en kwamen tot de conclusie dat oudere theorieën op hun best eenzijdig waren. Geertz ontkende dat het ooit mogelijk zou zijn om tot een algemene religietheorie te komen.
De rationele keuzetheorie is toegepast op godsdiensten door onder anderen de sociologen Rodney Stark en William Sims Bainbridge. Zij betoogden dat religie in staat is te functioneren als compensator voor niet verkregen beloningen en herleiden religie alzo tot psychologische mechanismen.

## Veronderstelde verworvenheden
Aanhangers zien hun religie vaak als oorsprong van verschillende maatschappelijke verworvenheden. Zo is volgens hen religie essentieel voor het ontstaan en behoud van een gemeenschappelijk ethisch kader. Zij stellen, dat de invloed van de religieuze traditie op het ethisch gedrag van individuen substantieel is. In het boeddhisme bestaan er de vijf voorschriften, die de basisethiek vormen voor een boeddhist. Zowel het jodendom als het christendom kennen de tien geboden, en de islam de sharia. Ook beroepen religieuze groeperingen zich erop, dat zij geholpen hebben bij of initiant waren van sociale veranderingen. Een voorbeeld is de Evangelische Kirche in Duitsland die zowel bij het verzet tegen de nazi's als bij het einde van de DDR een wezenlijke rol gepeeld heeft. In hoeverre het religieuze karakter van de kerk als maatschappelijke groepering hierin een rol gespeeld heeft, is onduidelijk. Sommige christenen zien een verband tussen het socialisme en de christelijke traditie, het christensocialisme geeft hier uitdrukking aan. Christensocialisten uit het begin van de 20e eeuw waren de Eindhovense arbeider Hendrik Rooijmans en diens plaatsgenoot de fabrikant Eduard Redelé. De bekendste Nederlandse christensocialist was ds. Willem Banning, een prominent lid van de SDAP en later van de PvdA. Een andere bekende christensocialist was Henriette Roland Holst.

## Kritiek op religie
Religie wordt bekritiseerd vanwege onder andere: gebrek aan bewijs van het bestaan van een God of goden, het remmen van de sociale en wetenschappelijke vooruitgang, intolerantie ten opzichte van bepaalde groepen mensen en machtsmisbruik door religieuze instituten en ambtsdragers. Vaak bevatten heilige geschriften aanwijsbare fouten en tegenstrijdigheden. Ook bestaat er sinds eeuwen een spanningsveld tussen religies en de natuurwetenschappen, vooral op het gebied van het ontstaan, de werking en ontwikkeling van het heelal, de Aarde en het leven waarbij vaak blijkt dat de resultaten van wetenschappelijk onderzoek op deze terreinen in strijd is met de heilige geschriften die over deze zaken handelen. Onder anderen Galileo Galilei en Johannes Kepler hebben dit aan den lijve ondervonden.
Religies stellen zich regelmatig intolerant op naar bepaalde groepen mensen, zoals gelovigen die hun religie willen verlaten ('afvalligen'), andersdenkenden en homoseksuelen. Intolerantie ten opzichte van andersdenkenden heeft in de 19e eeuw en de eerste helft van de 20e eeuw in Nederland geleid tot verzuiling van de maatschappelijke geledingen. Fundamentalisme kan soms zelfs leiden tot geweld, zoals bij de cartoonrellen in 2005 of de vele aanslagen door Al Qaida en IS. In de geschiedenis van de mensheid zijn vele godsdienstoorlogen uitgevochten. Daarnaast nemen sommige religieuze gezagsdragers het standpunt in, dat ze geen verantwoording schuldig zijn aan wereldse autoriteiten, zoals islamitische fundamentalisten die de Shariawetgeving boven de overheid en de rechtspraak in westerse landen stellen. Anderzijds zou het canoniek recht van de Rooms-Katholieke Kerk fungeren als een parallel rechtsstelsel dat zich aan de rechtsstaat probeert te onttrekken door te proberen strafbare feiten intern af te handelen (soms in feite in de doofpot te stoppen), zoals bij gevallen van seksueel misbruik binnen de Rooms-Katholieke Kerk.
Verder is er nog de kritiek op het concept van openbaring waarbij de "waarheid" afhangt van de betrouwbaarheid van één persoon.
Een ander punt is de stelling dat religies beweren te kunnen verklaren hoe het heelal, de Aarde en het leven zijn ontstaan en hoe ze werken om zo de menselijke nieuwsgierigheid te kunnen bevredigen. Dit zou erop kunnen wijzen dat religies (mede) het resultaat zijn van wensdenken en niet berusten op betrouwbare informatiebronnen.